# Canton de Sartène
Le canton de Sartène est une ancienne division administrative française, située dans le département de la Corse-du-Sud et la collectivité territoriale de Corse.

## Géographie
Ce canton était organisé autour de Sartène dans l'arrondissement de Sartène. Son altitude variait de 0 m pour Belvédère-Campomoro à 1 320 m pour Sartène, avec une moyenne de 535 m.

## Histoire
- De 1833 à 1848, les cantons d'Olmeto et de Sartène avaient le même conseiller général. Le nombre de conseillers généraux était limité à 30 par département[1].

- Le canton est supprimé par le décret du 24 février 2014, à compter des élections départementales de mars 2015[2]. Il est englobé dans le canton du Sartenais-Valinco.

## Représentation

### Conseillers généraux de 1833 à 2015
| Période | Période              | Identité                                               | Étiquette                     | Qualité |
| ------- | -------------------- | ------------------------------------------------------ | ----------------------------- | --- |
| 1833    | 1842                 | Jean-Baptiste Chiappe (1793-1870)                      |                               | Propriétaire à Ajaccio |
| 1842    | 1848                 | M. Pianelli                                            |                               | Chef de bataillon, commandant de place à Bonifacio                                                                                       |
| 1848    | 1852                 | Antoine Casanova                                       |                               | Ancien maire de Sartène (1837-1848), conseiller d'arrondissement                                                                         |
| 1852    | 1856                 | Paul François de Rocca Serra dit Sialagone (1800-1878) |                               | Rentier, ancien notaire à Sartène |
| 1856    | 1864 (décès)         | Pierre Marie Pietri                                    | Républicain puis Bonapartiste | Propriétaire, avocat, juge-consul à Alexandrie Député (1848-1849) - Sénateur (1857-1864)                                                 |
| 1864    | 1870                 | Antoine Marc Piétri                                    |                               | |
| 1870    | 1871                 | M. Roccaserra                                          |                               | |
| 1871    | 1883                 | Joseph Marie Pietri                                    | Bonapartiste                  | Avocat Ancien Préfet de police Sénateur (1879-1885)                                                                                      |
| 1883    | 1884 (annulation)    | Antoine Lertora                                        | Républicain                   | Maire de Sartène (1881-1882) |
| 1884    | 1901                 | Joseph Marie Pietri                                    | Républicain (Droite)          | Avocat Préfet de police Sénateur (1879-1885)                                                                                             |
| 1901    | 1907                 | Hector Durazzo                                         | Républicain aréniste          | Maire de Belvédère-Campomoro (1888-1895), conseiller d'arrondissement                                                                    |
| 1907    | 1913                 | Louis Piétri (fils de Joseph-Marie Piétri)             | Républicain de droite         | Propriétaire à Sartène, conseiller d'arrondissement                                                                                      |
| 1913    | 1925                 | Hyacinthe Quilichini                                   | Rad.-RG                       | Maire de Sartène (1904-1941) |
| 1925    | 1929                 | Boniface Trani                                         | RG                            | Viticulteur |
| 1929    | 1931                 | Jacques-Antoine Codaccioni                             | Rad.ind.                      | Maire de Grossa |
| 1931    | 1940                 | Hyacinthe Quilichini                                   | Rad.                          | Maire de Sartène (1904-1941) |
|         |                      |                                                        |                               | |
| 1945    | 1951                 | Jacques Bianchini                                      | SFIO                          | Instituteur, professeur puis directeur de collège Député (1946-1951) Conseiller municipal de Sartène, ancien conseiller d'arrondissement |
| 1951    | 1958                 | Antoine Benedetti (1909-1990)                          | PCF                           | Maire de Sartène (1968-1977) |
| 1958    | 1964                 | Dominique Nicolaï                                      | SFIO                          | Maire de Sartène (1953-1959) |
| 1964    | 1988                 | Paul Mondoloni                                         | SFIO puis PS                  | Médecin Adjoint au maire de Sartène |
| 1988    | 2001                 | Dominique Bucchini                                     | PCF                           | Professeur Maire de Sartène (1977-2001) Député au Parlement européen (1981-1984) Conseiller à l'Assemblée de Corse                       |
| 2001    | 30 mars 2002 (décès) | Paul-Jérôme Tramoni (1945-2002)                        | PCF                           | |
| 2002    | 2008                 | Betty Tramoni                                          | DVG                           | Épouse du précédent |
| 2008    | 2015                 | Pierre Versini                                         | UMP                           | Cadre B à la Collectivité territoriale de Corse Vice-président du Conseil général                                                        |

### Conseillers d'arrondissement (de 1833 à 1940)
Le canton de Sartène avait deux conseillers d'arrondissement.
| Période                                  | Période                   | Identité                      | Étiquette            | Qualité |
| ---------------------------------------- | ------------------------- | ----------------------------- | -------------------- | --- |
| 1833                                     | 1845                      | Antoine Casanova              |                      | Propriétaire à Sartène                                                                                      |
| 1833                                     | 1839                      | M. Pietri                     |                      | Médecin, propriétaire à Sartène                                                                             |
| 1839                                     | 1845                      | M. Roccaserra                 |                      | |
|                                          |                           |                               |                      | |
| 1852                                     |                           | Antoine-Fioravanti Peretti    |                      | |
| 1852                                     |                           | Joseph-Marie Peretti          |                      | |
|                                          |                           |                               |                      | |
| 1855                                     |                           | Timoléon d'Ortoli (1816-1890) |                      | Propriétaire à Sartène                                                                                      |
|                                          |                           |                               |                      | |
| 1870                                     |                           | David-Napoléon Piétri         |                      | Pharmacien, adjoint au maire de Sartène                                                                     |
| 1870                                     | 1890 (démission d'office) | Angelino Susini               |                      | Propriétaire à Sartène                                                                                      |
|                                          |                           |                               |                      | |
| avant 1877                               |                           | Ange-François de Ortoli       |                      | Ancien capitaine au 18ème régiment de ligne                                                                 |
|                                          |                           |                               |                      | |
| 1892                                     | 1898                      | Louis Piétri                  |                      | Propriétaire à Sartène                                                                                      |
| 1892                                     | 1901                      | Hector Durazzo                | Républicain aréniste | Maire de Belvédère-Campomoro                                                                                |
| 1898                                     |                           | M. Susini                     |                      | |
|                                          |                           |                               |                      | |
| 1922                                     | 1934                      | Michel Néri (1881-1968)       | Rad. puis SFIO       | Huissier de justice, adjoint au maire de Sartène                                                            |
| 1928                                     | 1934                      | François Léandri              | Rad.                 | |
| 1934                                     | 1940                      | Jacques Bianchini             | SFIO                 | Instituteur, professeur puis directeur de collège, conseiller municipal de Sartène                          |
| 1934                                     | 1940                      | Jean Jacques Nicolaï          | SFIO                 | Instituteur à Sartène                                                                                       |
| 1940                                     |                           |                               |                      | Les conseils d'arrondissement ont été suspendus par la loi du 12 octobre 1940 et n'ont jamais été réactivés |
| Les données manquantes sont à compléter. |                           |                               |                      | |

## Composition
Le canton de Sartène comprenait sept communes et comptait 3 943 habitants, selon le recensement de 2012 (population municipale).
| Nom                 | Code Insee | Intercommunalité               | Population (dernière pop. légale) |
| ------------------- | ---------- | ------------------------------ | --------------------------------- |
| Sartène (chef-lieu) | 2A272      | CC du Sartenais Valinco Taravo | 3 363 (2014)                      |
| Belvédère-Campomoro | 2A035      | CC du Sartenais Valinco Taravo | 161 (2014)                        |
| Bilia               | 2A038      | CC du Sartenais Valinco Taravo | 45 (2014)                         |
| Foce                | 2A115      | CC du Sartenais Valinco Taravo | 146 (2014)                        |
| Giuncheto           | 2A127      | CC du Sartenais Valinco Taravo | 79 (2014)                         |
| Granace             | 2A128      | CC du Sartenais Valinco Taravo | 72 (2014)                         |
| Grossa              | 2A129      | CC du Sartenais Valinco Taravo | 43 (2014)                         |

## Démographie
| 1962  | 1968  | 1975  | 1982  | 1990  | 1999  | 2006  | 2011  | 2012  |
| ----- | ----- | ----- | ----- | ----- | ----- | ----- | ----- | ----- |
| 3 349 | 3 360 | 4 140 | 3 476 | 3 960 | 3 863 | 3 627 | 3 908 | 3 943 |